# ミス・ユニバース1992
ミス・ユニバース1992（Miss Universe 1992、第41回ミス・ユニバース世界大会）は1992年5月9日にタイ王国バンコクのクイーン・シリキット・ナショナル・コンベンション・センターで開催された。この年は78か国の代表が競った。最後にナミビアのミッチェル・マクリーンが優勝し、メキシコのルピタ・ジョーンズから栄冠を授けられた。ナミビアの優勝はこれが初めてで、現在まで唯一である。日本からは安藤晃子が出場した。

## 最終結果

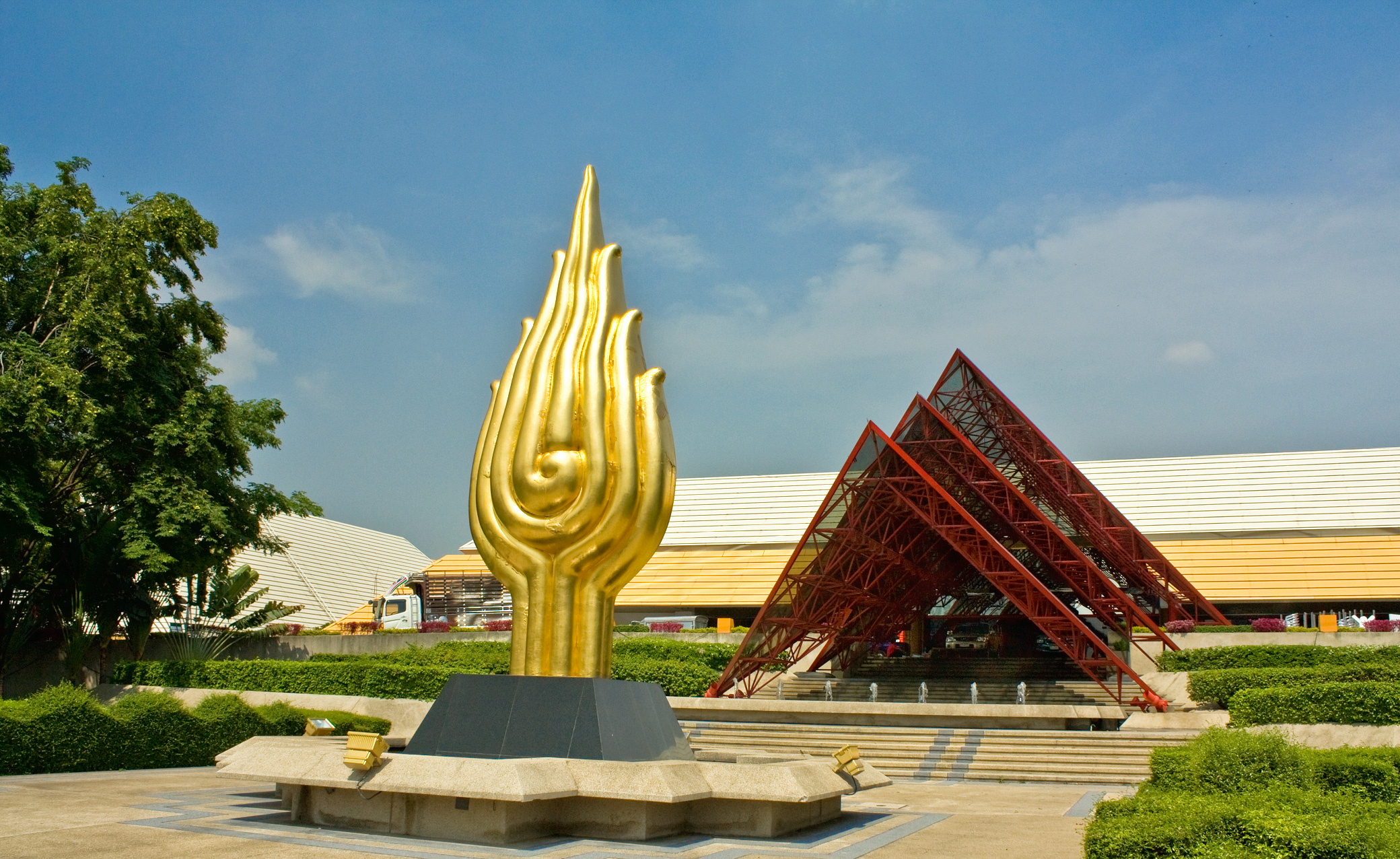
バンコクのクイーン・シリキット・コンベンション・センター

### 入賞者
| 最終結果             | 参加者 |
| -------------------- | --- |
| ミス・ユニバース1992 | - ナミビア – ミッチェル・マクリーン（Michelle McLean） |
| 第2位                | - コロンビア – パオラ・トゥルバイ（Paola Turbay） |
| 第3位                | - インド – マドゥ・サプレ（Madhu Sapre） |
| トップ6              | - ベルギー – アンケ・フォン・デルメルシュ（Anke van Dermeersch） - オランダ – ヴィヴィアン・ヤンセン（Vivian Jansen） - ベネズエラ – カロリーナ・イザク（Carolina Izsak） |
| トップ10             | - オーストラリア – ジョージナ・デナヒー - ニュージーランド – リサ・マリー・デ・モントーク - スウェーデン – モニカ・ブロード - アメリカ – シャノン・マーケティック         |

### 特別賞
- タークス・カイコス諸島 - ミス・コンジニアリティ（バーバラ・ジョンソン）
- エクアドル - ミス・フォトジェニック（ソレダード・ディアブ）
- パラグアイ - ベスト・ナショナル・コスチューム（パメラ・サルサ）

## 開催都市
タイ王国は早くも1991年8月から、大会の開催を予定し、10月に開催された世界銀行会議と大会に先立って市の印象を改善するため、数千人のスラム居住者を退去させた。
1991年12月、バンコクでの大会開催が公式に発表され、当初は5月16日に予定されていた。翌年3月、開催日は仏教の祭日であるウェーサーカ祭と重ならないように、5月8日に前倒しされた。

### 政治的な危機
大会はタイの政治的な危機の中で開催された。危機はスチンダー・クラープラユーン将軍の政権に反対する5月17日の暗黒の5月事件で頂点に達した。大会の前日、広報責任者は状況が悪化すれば大会は中止せざるを得ないかもしれないと表明したが、他の大会関係者はその怖れは少ないと見ていた。